# Т-111
Т-111, изделие 111, известен также как Т-46-5 — сверхсекретный экспериментальный средний танк. Являлся первым советским танком с противоснарядным бронированием.

## История создания
Разработан конструкторским бюро Ленинградского завода опытного машиностроения № 185 имени Кирова под руководством С. А. Гинзбурга в ходе проекта по созданию малого танка тяжёлого бронирования с учетом опыта применения танков в Гражданской войне в Испании, работа над которым велась с 1936 года. Первый экземпляр был изготовлен в апреле 1938 года .

## Описание конструкции
Имел литую башню, усиленную подвеску, впервые в мировой практике танкостроения была применена новая технология электрической сварки соединений броневых листов. При общей массе 28—32 тонн имел броню толщиной 60 мм и развивал скорость 30 км/ч, что обеспечивал специальный танковый двигатель воздушного охлаждения МТ-5-1 мощностью 320 л.с. Вооружение данного танка было аналогично Т-26, предшественнику Т-111, а именно — 45-мм пушка в литой конической башне и два пулемёта. Экипаж танка состоял из трёх человек.   

## Судьба проекта
Проведенные с мая по ноябрь 1938 года и с февраля по апрель 1939 года испытания показали,что броня Т-111 успешно защищает его  от снарядов противотанковых 37-мм пушек, что было довольно сильным прорывом в танкостроении. Однако было обнаружено, что танк имеет низкую проходимость, малую надежность силовой установки и слабое вооружение. 
В связи с началом Зимней войны постановлением Военного Совета Северо-Западного фронта от 1 января 1940 года заводу №185 предписывалось отремонтировать Т-111 и подготовить его для участия в военных действиях. В ходе ремонта на танке в срочном порядке установили дизель-мотор В-2, что вызвало целый ряд трудностей — разработку системы охлаждения двигателя и регулировку силовой установки в целом. В итоге срок отправки машины — 25 февраля 1940 года — был сорван и лишь к утру 12 марта танк вместе с экипажем был готов к убытию на фронт. Но в связи с окончанием боевых действий машина, получившая индекс Т-111Д (дизель) в действующую армию отправлена не была.
Серийно танк не производился; причиной стали сложность его производства и многочисленные недостатки самой конструкции танка. К примеру, подвеска танка Т-111 была блокированной, с листовыми рессорами, которые были размещены внутри корпуса машины, что усложняло задачу монтажа и демонтажа отдельных элементов.
В то же время, разработка Т-111 стала серьёзным шагом в развитии отрасли, и приобретенный опыт стал фундаментом для дальнейшего развития и проектирования нового вооружения, в частности, тяжёлых танков прорыва. На заводах была внедрена технология производства толстой брони.  Несмотря на то, что разработка завершилась лишь опытными экземплярами, группа конструкторов была награждена государственными наградами, в частности, М. И. Кошкин получил орден Красной Звезды.